# Canfield
Canfield är en ort i Mahoning County i delstaten Ohio, USA.